# Château de la Roque (Fayet)
Pour les articles homonymes, voir Château de la Roque (homonymie).
Le château de la Roque est un château situé à Fayet (Aveyron), en France.

## Localisation
Le château est situé sur la commune de Fayet, dans le département français de l'Aveyron.

## Historique
L'édifice est inscrit au titre des monuments historiques en 2004.